# Aiguille des Petits Charmoz
L'aiguille des Petits Charmoz, ou simplement les Petits Charmoz, est une des aiguilles de Chamonix dans le massif du Mont-Blanc. Elle culmine à 2 867 mètres d'altitude. Elle se situe entre le col de la Buche (2 785 mètres), qui la sépare l'aiguille de l'M au nord-ouest, et le col de l'Étala (2 786 mètres), qui la sépare du grand gendarme du Doigt de l'Étala (2 850 mètres) et de l'aiguille des Grands Charmoz, au sud-est.
Sa traversée, du col de l'Étala au col de la Bûche, réalisée pour la première fois  par Mlle M. Pasteur, J.H. Wicks et C. Wilson, le 5 juillet 1898, est la no 9 des 100 plus belles courses du massif du Mont-Blanc de Gaston Rébuffat.